# Lygisaurus
Lygisaurus is een geslacht van hagedissen uit de familie skinken (Scincidae).

## Naam en indeling
De wetenschappelijke naam van de groep werd voor het eerst voorgesteld door Charles Walter De Vis in 1884. Er zijn veertien soorten, de meest recent beschreven soorten zijn Lygisaurus abscondita en Lygisaurus malleolus uit 2005. Veel soorten behoorden eerder tot het geslacht Carlia.

## Uiterlijke kenmerken
De lichaamslengte bedraagt drie tot vier centimeter exclusief staart. De staart is langer dan het lichaam. De poten zijn goed ontwikkeld en relatief lang. De voorpoten dragen vier vingers en de achterpoten vijf tenen.
De lichaamskleur is bruin tot grijs met vlekken en of strepen. Sommige soorten zijn opvallend gekleurd, zoals Lygisaurus parrhasius. Deze skink heeft een zwart lichaam met heldere gele strepen en een felrode staart. In de paartijd krijgen de mannetjes rode kleuren aan de poten, staart en soms de kop.
De oogleden zijn beweeglijk, in het onderste ooglid is een doorzichtig venster aanwezig zodat de hagedis met gesloten ogen toch kan zien. De paritaalschubben zijn tegen elkaar aan gelegen. De gehooropening is moeilijk te zien, meestal zijn er kleine, lobachtige schubben aanwezig in het oor.

## Verspreiding en habitat
Alle soorten komen voor in delen van Australië, Indonesië en Papoea-Nieuw-Guinea.
De habitat bestaat uit tropische bossen tot drogere rotsige streken, graslanden en ontsluitingen. Ook door de mens aangepaste gebieden worden niet geschuwd, zoals agrarische gebieden en in de buurt van steden en in tuinen.
Door de internationale natuurbeschermingsorganisatie IUCN is aan dertien soorten een beschermingsstatus toegewezen. Hiervan worden er twaalf beschouwd als 'veilig' (Least Concern of LC), de soort Lygisaurus abscondita staat te boek als 'onzeker' (Data Deficient of DD).

## Levenswijze
Alle soorten zijn bodembewonend en overdag actief. Ze houden van zonnebaden en kunnen snel wegschieten bij gevaar. De skinken schuilen dan in de strooisellaag. De vrouwtjes zetten eieren af op de bodem, dit zijn er altijd twee per legsel.

## Soorten
Het geslacht omvat de volgende soorten, met de auteur en het verspreidingsgebied.
| Naam                    | Auteur                                                | Verspreidingsgebied                                                |
| ----------------------- | ----------------------------------------------------- | ------------------------------------------------------------------ |
| Lygisaurus abscondita   | Worthington Wilmer, Couper, Amey, Zug & Roberts, 2005 | Australië (Noordelijk Queensland)                                  |
| Lygisaurus aeratus      | Garman, 1901                                          | Australië (Queensland)                                             |
| Lygisaurus curtus       | Boulenger, 1897                                       | Papoea-Nieuw-Guinea                                                |
| Lygisaurus foliorum     | De Vis, 1884                                          | Australië (New South Wales, Queensland)                            |
| Lygisaurus laevis       | Oudemans, 1894                                        | Australië (Queensland)                                             |
| Lygisaurus macfarlani   | Günther, 1877                                         | Australië (Queensland), Papoea-Nieuw-Guinea                        |
| Lygisaurus malleolus    | Roberts, Couper, Worthington Wilmer, Amey & Zug, 2005 | Australië (Noordoostelijk Queensland)                              |
| Lygisaurus novaeguineae | Meyer, 1874                                           | Australië (Queensland), Indonesië (Halmahera), Papoea-Nieuw-Guinea |
| Lygisaurus parrhasius   | Couper, Covacevich & Lethbridge, 1994                 | Australië (Queensland)                                             |
| Lygisaurus rimula       | Ingram & Covacevich, 1980                             | Australië (Queensland)                                             |
| Lygisaurus rococo       | Ingram & Covacevich, 1988                             | Australië (Queensland)                                             |
| Lygisaurus sesbrauna    | Ingram & Covacevich, 1988                             | Australië (Queensland)                                             |
| Lygisaurus tanneri      | Ingram & Covacevich, 1988                             | Australië (Queensland)                                             |
| Lygisaurus zuma         | Couper, 1993                                          | Australië (Queensland)                                             |